# Адміністративний поділ Нагірно-Карабаської Республіки

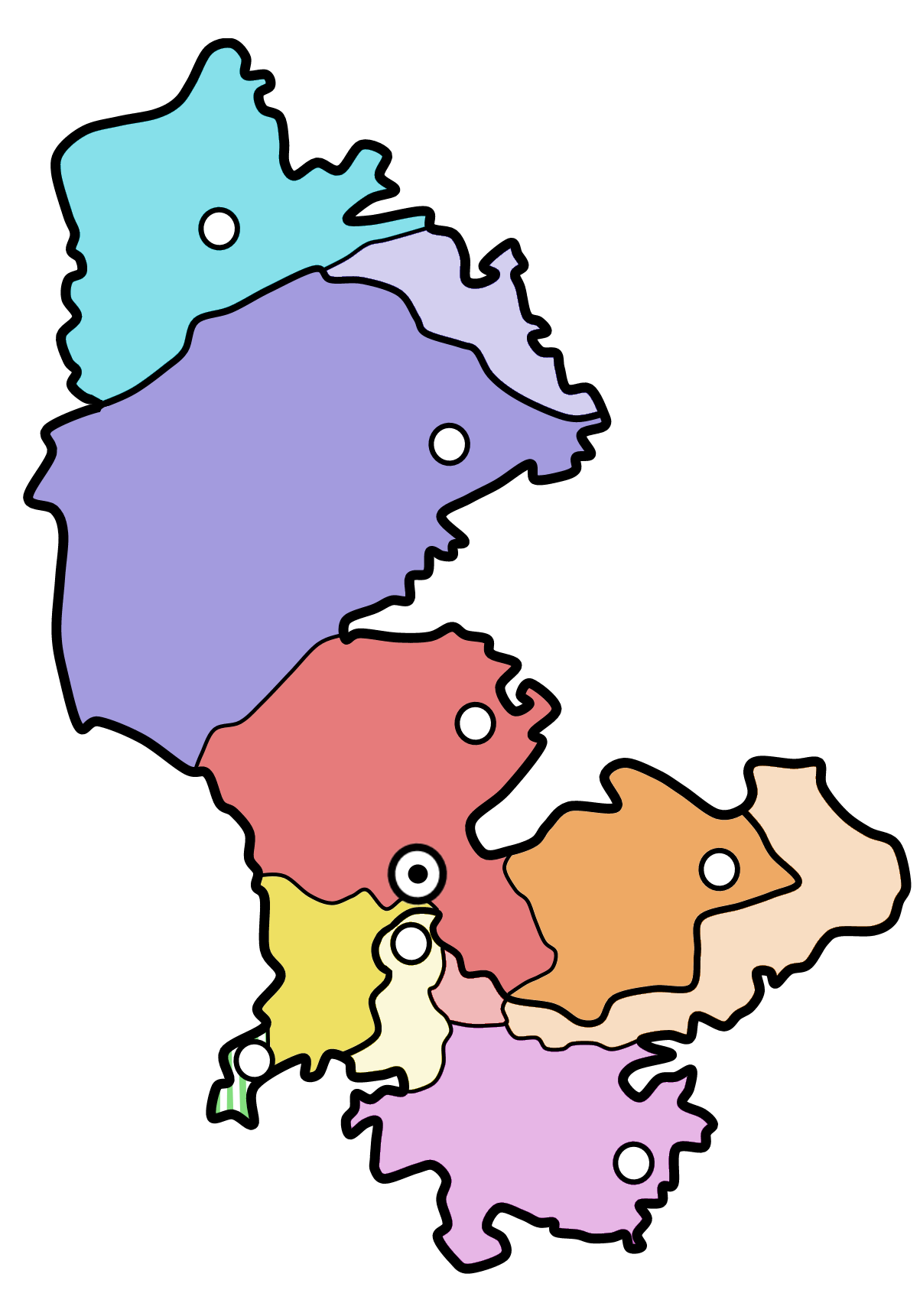
Адміністративно-територіальний поділ Нагірно-Карабаської Республіки

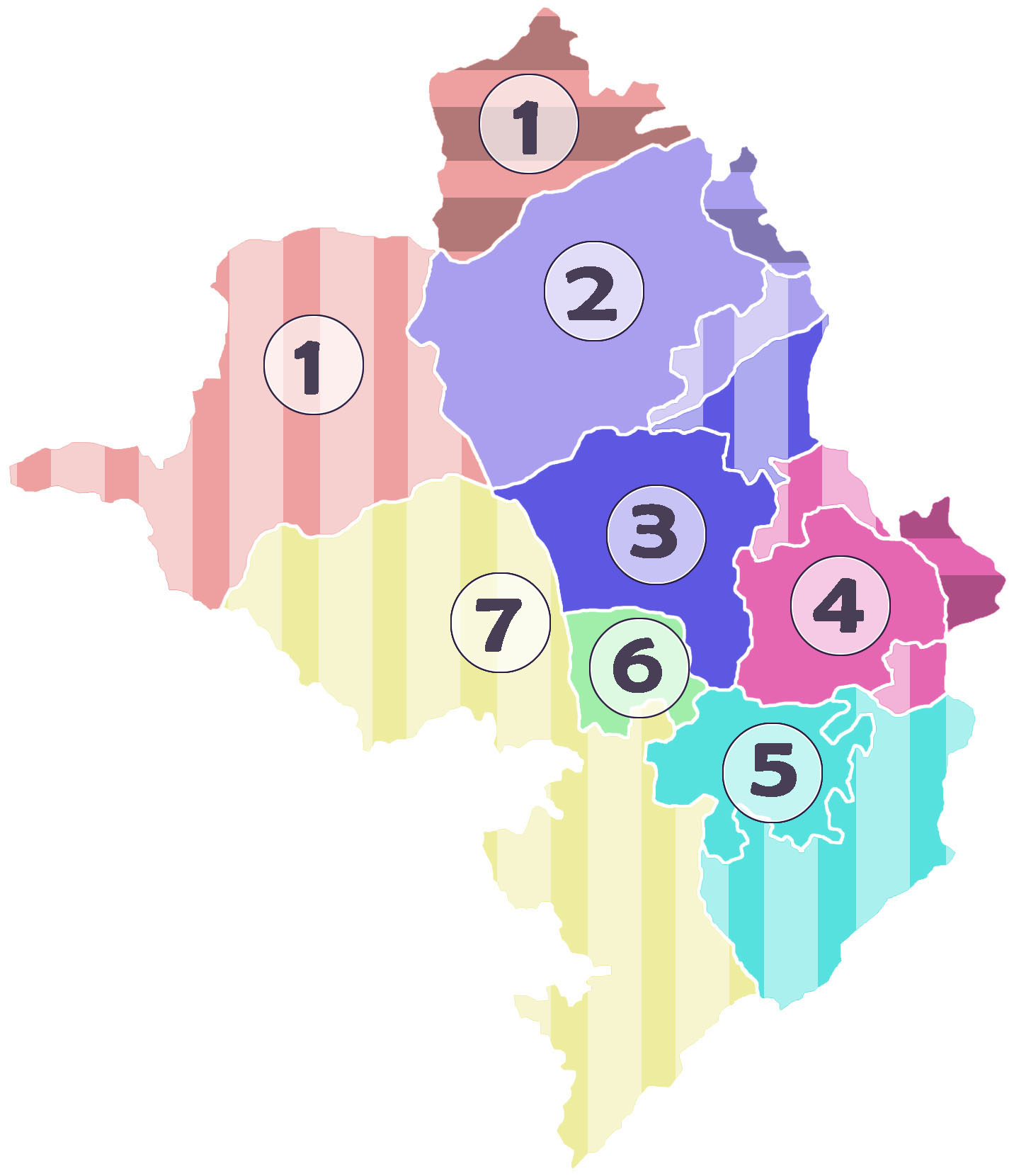
Горизонтально заштриховані території, що перебували під контролем Національної армії Азербайджану до 2020 р., але владою Нагірно-Карабаської Республіки вважаються окупованими територіями.
Вертикально заштриховані території, що контролювалися Армією Оборони Нагірно-Карабаської Республіки до 2020 р.
1. Шаумянівський район; 2. Мартакертський район; 3. Аскеранський район; 4. Мартунинський район; 5. Гадрутський район; 6. Шушинський район; 7. Кашатазький район. Степанакерт не позначений.

Нагірно-Карабаська Республіка розподіляється на сім районів та місто державного значення — Степанакерт. В Нагірно-Карабаській Республіці є 10 міст:
- Аскеран (Аскеранський район)
- Бердзор (Кашатазький район)
- Гадрут (Гадрутський район)
- Карвачар (Шаумянівський район)
- Ковсакан (Кашатазький район)
- Мартакерт (Мартакертський район)
- Мартуні (Мартунинський район)
- Міджнаван (Кашатазький район)
- Степанакерт — столиця, місто державного значення
- Шуші (Шушинський район)

З семи районів — два повністю знаходяться під контролем Національної армії Азербайджану, п'ять - частково, а саме більша частина Гадрутського району, Аскеранський район, Мартакертський район, Мартунинський район, Шушинський район. Влада НКР вважає ці території окупованими.
| Назва району          | Населення (2007 р.) | Площа   | Щільність населення (осіб на км²) | Частка населення регіону від загальної кількості по країні | Адміністративний центр | Історична назва                       |
| --------------------- | ------------------- | ------- | --------------------------------- | ---------------------------------------------------------- | ---------------------- | ------------------------------------- |
| Степанакерт (столиця) | 51,000              | 25.66   | 1987,53                           | 36,7%                                                      | Степанакерт            | Вараракн (історична назва міста)      |
| Аскеранський район    | 17,400              | 1221.92 | 14,24                             | 12,6%                                                      | Аскеран                | Хачен                                 |
| Гадрутський район     | 12,200              | 1876.80 | 6,50                              | 8,8%                                                       | Гадрут                 | Дізак                                 |
| Кашатазький район     | 8,500               | 3376.60 | 2,52                              | 6,1%                                                       | Бердзор                | Кашатаг                               |
| Мартакертський район  | 19,100              | 1795.10 | 10,64                             | 13,8%                                                      | Мартакерт              | Джраберд                              |
| Мартунинський район   | 23,200              | 951.20  | 24,39                             | 16,7%                                                      | Мартуні                | Варанда                               |
| Шаумянівський район   | 2,800               | 1829.80 | 1,53                              | 2,0%                                                       | Карвачар               | Вайкунік (південь), Гюлістан (північ) |
| Шушинський район      | 4,600               | 381.30  | 12,06                             | 3,3%                                                       | Шуші                   | входило до Варанди                    |
|                       |                     |         |                                   |                                                            |                        |                                       |
| Всього                | 138,800             | 11500   | 12,07                             | 100,00%                                                    | Степанакерт            | Арцах                                 |